# Korziški teloh
Korziški teloh (znanstveno ime Helleborus argutifolius) je predstavnik telohov, ki raste na Korziki in Sardiniji. Po rasti je največji med telohi, saj lahko doseže tudi do 120 cm višine. Listi se delijo na tri lističe, ki so močno nazobčani. So bledo zelene do srebrne ali modrikasto zelene barve. Rastlina je zimzelena, kljub njegovi južni legi pa dobro prenaša naše zime. Cvetovi se pojavijo na vrhu olistanih stebel. Na eni rastlini lahko sočasno cveti 20-30 cvetov, velikosti 2.5-5 cm, ki so rumenkasto zelene barve. Rastlina odmre po nekaj letih, v bližnji okolici pa iz semen zrastejo nove rastline.
Po mnenju nekaterih taksonomov gre za podvrsto teloha Helleborus lividus, ki je endemit Majorke.